# 莫納奇尼夫卡
49°49′9″N 37°31′28″E / 49.81917°N 37.52444°E
莫納奇尼夫卡（烏克蘭語：Моначинівка）是位於烏克蘭東部的村莊，由哈爾科夫州庫皮揚斯克區的金德拉希夫卡市鎮負責管轄。該村始建於1860年，面積1.21平方公里，海拔高度157米，2001年人口749，人口密度每平方公里619人。